# Парламентские выборы в Греции (сентябрь 2015)
Выборы в парламент Греции должны были пройти в 2019 году, через 4 года после парламентских выборов в феврале 2015. Однако 20 августа премьер-министр Греции Алексис Ципрас объявил о своей отставке и призвал провести досрочные парламентские выборы. 28 августа президент Греции назначил выборы на 20 сентября 2015 года. Это будут уже четвёртые выборы за менее чем четыре года (предыдущие были в мае и июне 2012 года и январе 2015) и шестые досрочные выборы подряд с 2007 года.

## Предыстория
После выборов в феврале 2015 года победившая партия «СИРИЗА» (другое название — «Коалиция радикальных левых») сформировала правящую коалицию, договорившись о сотрудничестве с крайне правой партией «Независимые греки». Главной целью коалиции, как было объявлено, станет борьба с мерами экономии, которые Греция обязана выполнять, чтобы получить экономическую помощь от МВФ и ЕС. После нескольких месяцев переговоров премьер-министр Греции Алексис Ципрас заключил соглашение с кредиторами по новой программе помощи через Европейский стабилизационный механизм. По этой программе Греция получит 86 млрд евро с 2015 по 2018 год. Для поддержки экономического роста и создания рабочих мест в Греции Европейская комиссия дополнительно мобилизует для страны до 35 миллиардов евро до 2020 года. Инвестиционный план Европейской комиссии для Европы также предоставит финансовую помощь Греции наряду с другими странами ЕС, страдающими от падения экономики и безработицы. В свою очередь, Греция обязалась упорядочить систему НДС и расширить налоговую базу для увеличения доходов; реформировать пенсионную систему; обеспечить полную юридическую независимость Греческой статистической службы; принять закон об обязательном сокращении расходов бюджета, если бюджетный профицит не достигает установленных значений; реформировать правосудие с целью ускорить судебный процесс и снизить затраты; модернизировать законодательство о рынке труда; провести реформу государственной администрации для повышения её эффективности и снижения затрат; разработать программу приватизации и передать приватизируемые активы в специальный фонд, управляемый греческими властями под надзором европейских институтов, средства которого пойдут на выплату кредита, сокращение уровня долга, рекапитализацию банков и инвестиции в экономику.
14 августа после дебатов, затянувшихся за полночь, парламент поддержал план экономической помощи в обмен на реформы. Более 40 депутатов правящей партии «СИРИЗА» не поддержали документ, его принятие было обеспечено голосами трёх оппозиционных партий: «Новая демократия», «ПАСОК» и «Река».
Хотя утверждение этого документа не повлекло за собой голосования о недоверии правительству, то, что более 40 депутатов от «СИРИЗА» из 149 не поддержали (проголосовали против или воздержались) предложенный премьер-министром документ, означало, что правящая коалиция потеряла большинство в парламенте. Поэтому 20 августа после получения страной первого транша международного кредита Алексис Ципрас подал в отставку. В телеобращении к народу Ципрас признал, что не достиг тех условий соглашения, которых хотел достичь в январе 2015 года, но отметил, что добился для страны наилучшего из возможных соглашения. В ответ на это 25 депутатов парламента от «СИРИЗА», выступающих против соглашения с международными кредиторами, вышли из партии и 21 августа основали новое политическое объединение под названием «Народное единство».
В соответствии с конституцией президент передал право на формирование правительства лидерам второй (Вангелису Меймаракису от «Новой демократии»), а затем третьей (Панайотису Лафазанису от «Народного единства») по величине фракций в парламенте. Когда ни тот, ни другой не смогли заручиться большинством в парламенте, 28 августа президент Греции распустил парламент, назначил выборы на 20 сентября и поручил председателю Верховного суда Греции Василики Тану-Христофилу возглавить временное правительство до избрания нового парламента.

## Избирательная система
В Греции введены обязательное голосование для граждан и автоматическая регистрация избирателей. За отказ от голосования предусмотрены меры ответственности, но они никогда не применялись.
250 мест в парламенте распределяются по пропорциональной системе. Избирательный порог, то есть количество голосов избирателей, которое необходимо набрать партии, чтобы участвовать в распределении мандатов, составляет 3 %. Пустые и недействительные бюллетени, а также голоса, отданные за партии, не преодолевшие трёхпроцентный барьер, не учитываются при распределении мандатов. Партия, набравшая больше всех голосов, получает дополнительные 50 мест в парламенте Греции. Чтобы получить абсолютное большинство, партия должна получить 151 из 300 депутатских мандатов.

## Предвыборные опросы
По результатам опроса, проведённого компанией Metron Analysis, СИРИЗА и «Новую демократию» поддерживают по 24,6 %, а ультраправую партию «Золотая заря» — 5,6 %. По опросу компании GPO СИРИЗА имеет 26 %, «Новая демократия» — 25,8 %, «Золотая заря» — 6,5 %. По опросу компании Publik Issue у партии СИРИЗА и «Новой демократии» по 31 %, на третьей месте левоцентристский блок ПАСОК-ДИМАР — 8 %, на четвёртом «Золотая заря» — 7 %.
По опросу афинского института изучения общественного мнения Kapa Research у партии СИРИЗА 29 %, «Новая демократия» — 28,4 %, «Золотая заря» — 6,7 %, ПАСОК — 5,9 %, Коммунистическая партия Греции — 5,5 %, «Река» — 5 %, «Народное единство» — 3,5 %, Союз центристов — 3,2 %, Независимые греки — 3 %.
Результаты последних опросов общественного мнения показывали, что «СИРИЗА» и правоцентристская «Новая демократия» имели примерно равные шансы. Согласно опросу компании To Pontiki, проведенному в 17 сентября, как «СИРИЗА», так и «Новая демократия» имели поддержку 28 % голосов избирателей. Ультраправая партия «Хриси Авги» («Золотая заря»), согласно опросу, могла получить 6,5 % голосов, центристская партия «Потами» («Река») и Коммунистическая партия Греции — по 5 %.
При этом ни один из опросов не предполагал, что либо «СИРИЗА», либо «Новая демократия» получат более 36 % голосов избирателей (это минимум для создания парламентского большинства). Таким образом ожидалось создание коалиционного правительства. До сих пор «Сириза» вступала в союзы с правоцентристской партией «Независимые греки», однако, согласно данным соцопросов, бывшие партнеры премьера Ципраса могут и не преодолеть трехпроцентный барьер, необходимый для избрания в парламент.

## Экзит-поллы
По данным общенационального экзит-пола Греции первое место на досрочных парламентских выборах занимает СИРИЗА, набирая 30,0—34,0 %, на втором месте «Новая демократия» — 28,5—32,5 %, на третьем месте «Золотая Заря» — 6,5—8 %, на четвёртом и пятом местах идут Коммунистическая партия Греции и ПАСОК у которых по 5,5—7,0 %. У партии «Река» — 4,0—5,5 %, «Независимые греки» набирают 3,0—4,0 %, «Союз центристов» — 3,2—4,2 %, «Народное единство» — 2,5—3,5 %, «Другая партия» — 2,1—3,1 %.

## Итоги
Парламентский барьер в 3 % преодолели: 1. СИРИЗА 35,46 % (145 мандатов (95+50)), 2. «Новая демократия» 28,10 % (75 мандатов), 3. «Золотая Заря» 6,99 % (18 мандатов), 4. ПАСОК-ДИМАР 6,28 % (17 мандатов), 5. Коммунистическая партия Греции 5,55 % (15 мандатов), 6. «Река» 4,09 % (11 мандатов), 7. «Независимые греки» 3,69 % (10 мандатов), 8. «Союз центристов» 3,43 % (9 мандатов).
|                                                                                 |                                        |           |         |           |               |           |  |  |  |  |
|                                                                                 |                                        |           |         |           |               |           |  |  |  |  |
| Партия                                                                          | Партия                                 | Голосов   | Голосов | Голосов   | Мест          | Мест      |  |  |  |  |
| Партия                                                                          | Партия                                 | Голосов   | %       | Изменение | Мест получено | Изменение |  |  |  |  |
|                                                                                 | Коалиция радикальных левых (СИРИЗА)    | 1 925 904 | 35,46   | ▼0,88     | 145           | ▼4        |  |  |  |  |
|                                                                                 | Новая демократия                       | 1 526 205 | 28,10   | ▲0,29     | 75            | ▼1        |  |  |  |  |
|                                                                                 | Золотая заря (ΧΑ)                      | 379 581   | 6,99    | ▲0,71     | 18            | ▲1        |  |  |  |  |
|                                                                                 | Демократическая коалиция (ПАСОК-ДИМАР) | 341 390   | 6,28    | ▲1,12     | 17            | ▲4        |  |  |  |  |
|                                                                                 | КПГ                                    | 301 632   | 5,55    | ▲0,08     | 15            | ▬         |  |  |  |  |
|                                                                                 | Река                                   | 222 166   | 4,09    | ▼1,96     | 11            | ▼6        |  |  |  |  |
|                                                                                 | Независимые греки (ANEL)               | 200 423   | 3,69    | ▼1,06     | 10            | ▼3        |  |  |  |  |
|                                                                                 | Союз центристов                        | 186 457   | 3,43    | ▲1,64     | 9             | ▲9        |  |  |  |  |
|                                                                                 |                                        |           |         |           |               |           |  |  |  |  |
|                                                                                 | Народное единство                      | 155 242   | 2,86    | Новая     | 0             |           |  |  |  |  |
|                                                                                 | АНТАРСИЯ-Рабочая революционная партия  | 46 096    | 0,85    | ▲0,17     | 0             |           |  |  |  |  |
|                                                                                 | Другие                                 | 146 754   | 2,69    | ▬         | 0             |           |  |  |  |  |
|                                                                                 |                                        |           |         |           |               |           |  |  |  |  |
| Всего                                                                           | Всего                                  |           | 100,00  |           | 300           |           |  |  |  |  |
|                                                                                 |                                        |           |         |           |               |           |  |  |  |  |
| Действительные бюллетени                                                        | Действительные бюллетени               | 5 431 850 | 97,58   |           |               |           |  |  |  |  |
| Недействительные бюллетени                                                      | Недействительные бюллетени             | 134 445   | 2,42    |           |               |           |  |  |  |  |
| Явка                                                                            | Явка                                   | 5 566 295 | 56,57   |           |               |           |  |  |  |  |
|                                                                                 |                                        |           |         |           |               |           |  |  |  |  |
| Source: Ministry of Interior Архивная копия от 9 апреля 2015 на Wayback Machine |                                        |           |         |           |               |           |  |  |  |  |

## Формирование правительства
Хотя правящая партия «СИРИЗА» победила на выборах, оторвавшись от конкурентов сильнее, чем предсказывали опросы и аналитики, ей не хватило мест в парламенте, чтобы самостоятельно сформировать правительство. Предполагалось, что «СИРИЗА» возобновит существовавшую в парламенте прошлого созыва коалицию с правой партией «Независимые греки», которая также прошла в парламент.
21 сентября президент Греции поручил лидеру СИРИЗЫ Алексису Ципрасу сформировать правящую коалицию и правительство. 23 сентября правительство, состоящее из членов «СИРИЗЫ» и «Независимых греков», принесло присягу. Правительство насчитывает 46 членов (из них 15 министров). 5 членов правительства номинированы младшей коалиционной партией «Независимые греки», в том числе лидер «Независимых греков» Панос Камменос, ставший, как и в прошлом правительстве Алексиса Ципраса, министром обороны. Министром финансов Греции остался Евклид Цакалотос, который в июле 2015 года успешно завершил переговоры между Грецией и ЕС о новой кредитной программе.